# بورجیا (کالابریا)
برجیا (به ایتالیایی: Borgia, Calabria) یک کومونه در ایتالیا است که در استان کاتانزارو واقع شده‌است.

## خصوصیات
برجیا ۴۲ کیلومترمربع مساحت و ۷٬۲۶۹ نفر جمعیت دارد و ۳۴۱ متر بالاتر از سطح دریا واقع شده‌است.